# Монета у роті риби

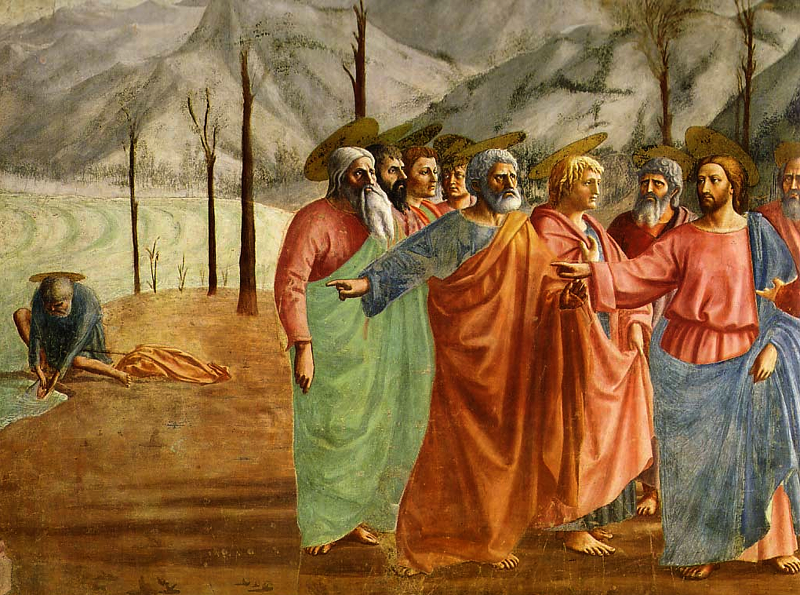
Мазаччо, «Чудо із статиром», бл. 1425, Санта-Марія-дель-Карміне, Флоренція

Монета у роті риби — одне з чудес Ісуса Христа описане у Євангелії від Матвія (Мт.17:24-27). 

## Подія
Подія відбувається після Преображення, коли Ісус і апостоли проходили через Галілею «і він не хотів, щоб будь-хто знав» (Мр. 9:30). Вони зайшли до Капернауму, і деякі учні були віддалені, про щось дискутували. В містечку їх запримітили збирачі податків на єрусалимський храм, що зразу кинулись перевіряти чи Ісус заплатив свій податок. Всі дорослі ізраїльтяни мали дати щороку дидрахму на храм у Єрусалимі. Така збірка звичайно робилась перед паскою, а у землях дальших від Єрусалиму, як Галілея, продовжувалась аж до п'ятидесятниці та до Свята Кучок. Ісус не був у Капернаумі вже довший час і наближалось Свято Кучок, збирачі податків прийшли відібрати належне:
Стосунок до Ісуса тут очевидний — він був Син Божий і тому звільнений від податку на земний дім свого Отця Небесного. Однак, щоби збирачі податку не взяли їм цього за зле, вони заплатили податок. Статер — відповідає двом драхмам, податку за двох.

## Риба Петра

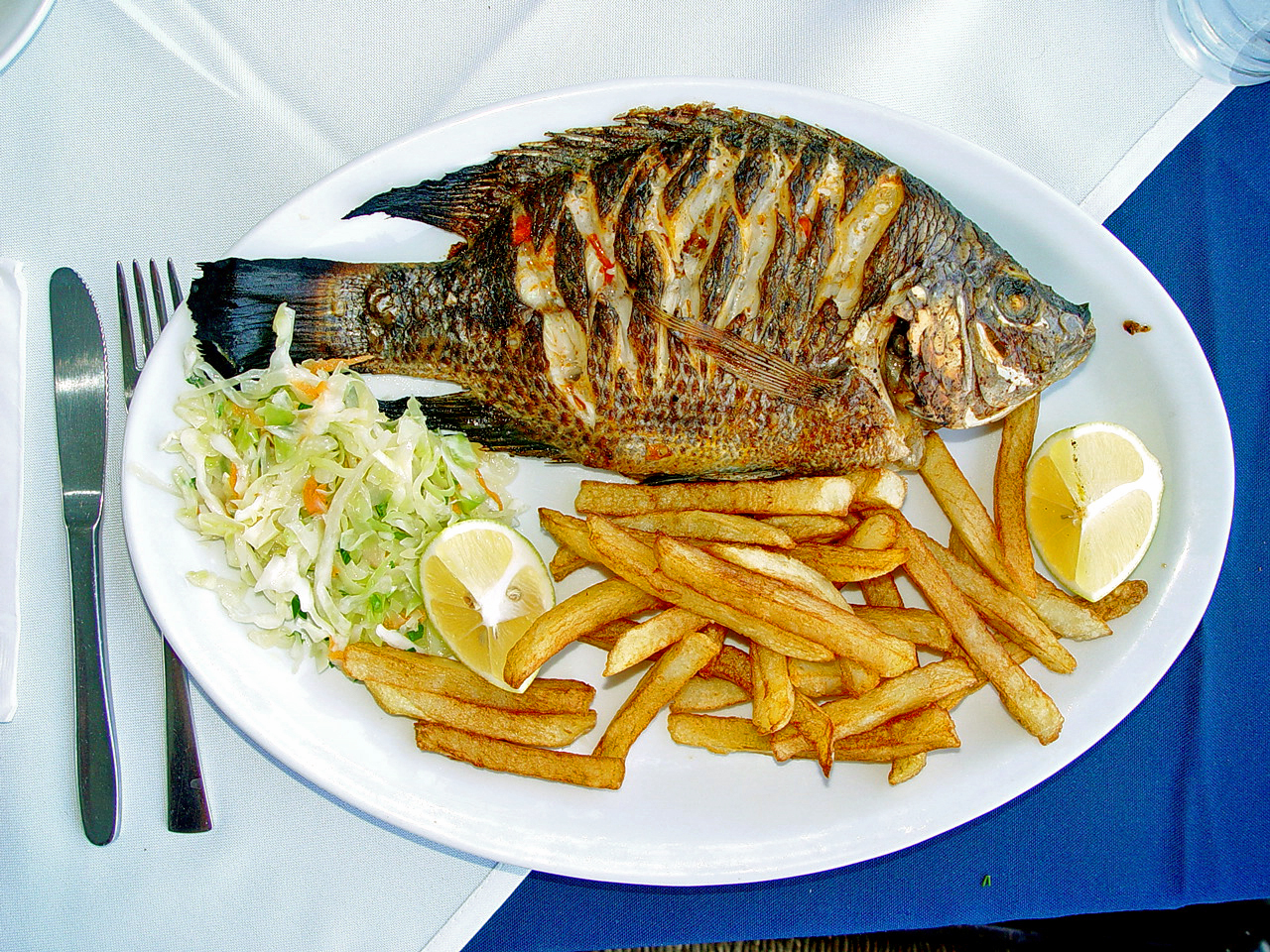
Риба Петра подана у одному з ресторанів Тверії.

У Тиверіадському озері і донині живуть риби з роду Chronidi — Тілапія, які мають дуже незвичайний спосіб розмноження. Одна риба з цього роду зветься Рибою Петра. Самка цього роду відкладає між підводними рослинами яйця, до 200, а самець бере ці яйця у рот і між зябра та держить їх там аж поки не народжуються маленькі риби. Коли приходить час їх випустити, самець виганяє їх проковтнувши щось твердого, що витискає малих і деякий час цей предмет залишається на їхньому місці.